# الزفتية
الزفتية قرية في العراق تابعة إلى ناحية الشورة إحدى نواحي قضاء الموصل. جاء إسمها من عين في جوارها يخرج منها الزفت، وهو ضرب من القار، فنسبت إليها. وهناك خربة أثرية تعرف بخربة الزفتية، وتقع إلى غربها قرية الزفتية بعد (200م) منها. ومن جنوبها يمر طريق سيارات سنانيك -الزفتية. وهذه الخربة بيضاوية الشكل محيطها نحو ثلاثة كيلومترات، وفي وسطها تل إرتفاعه نحو ثلاثة أمتار، ومحيطه من الأسفل نحو (200م). وفي الشمال الغربي من الخرائب عين يخرج ماؤها ممزوجاً بالزفت أي (القار). وبقربها تل أثري يعرف بتل الزفتية، تشير آثاره السطحية إلى انه من أزمنة ما قبل التاريخ .